# Joanne Bromfield
Joanne Rachel Bromfield (* 12. Oktober 1982 in Lurgan) ist eine ehemalige britische Freestyle-Skierin. Sie startete in den Buckelpisten-Disziplinen Moguls und Dual Moguls.
Bromfield trat von 2001 bis 2004 am Europacup sowie am Nor-Am-Cup an und errang mit einem dritten Platz ihre beste Platzierung. Zudem nahm sie an vier Weltcups teil und erreichte dabei im Februar 2003 in Steamboat mit dem 23. Platz im Moguls ihr bestes Ergebnis in dieser Wettbewerbsserie. Bei ihrer einzigen Teilnahme an Olympischen Winterspielen im Februar 2002 in Salt Lake City sprang sie auf den 28. Platz im Moguls-Wettbewerb. Im folgenden Jahr belegte sie bei den Weltmeisterschaften im Deer Valley den 26. Platz im Moguls und den 17. Rang im Dual Moguls.